# Werner Forst
Werner Forst (* 21. Dezember 1892 in Magdeburg; † 3. Februar 1971 in Wiesbaden) war ein deutscher Generalleutnant der Wehrmacht im Zweiten Weltkrieg.

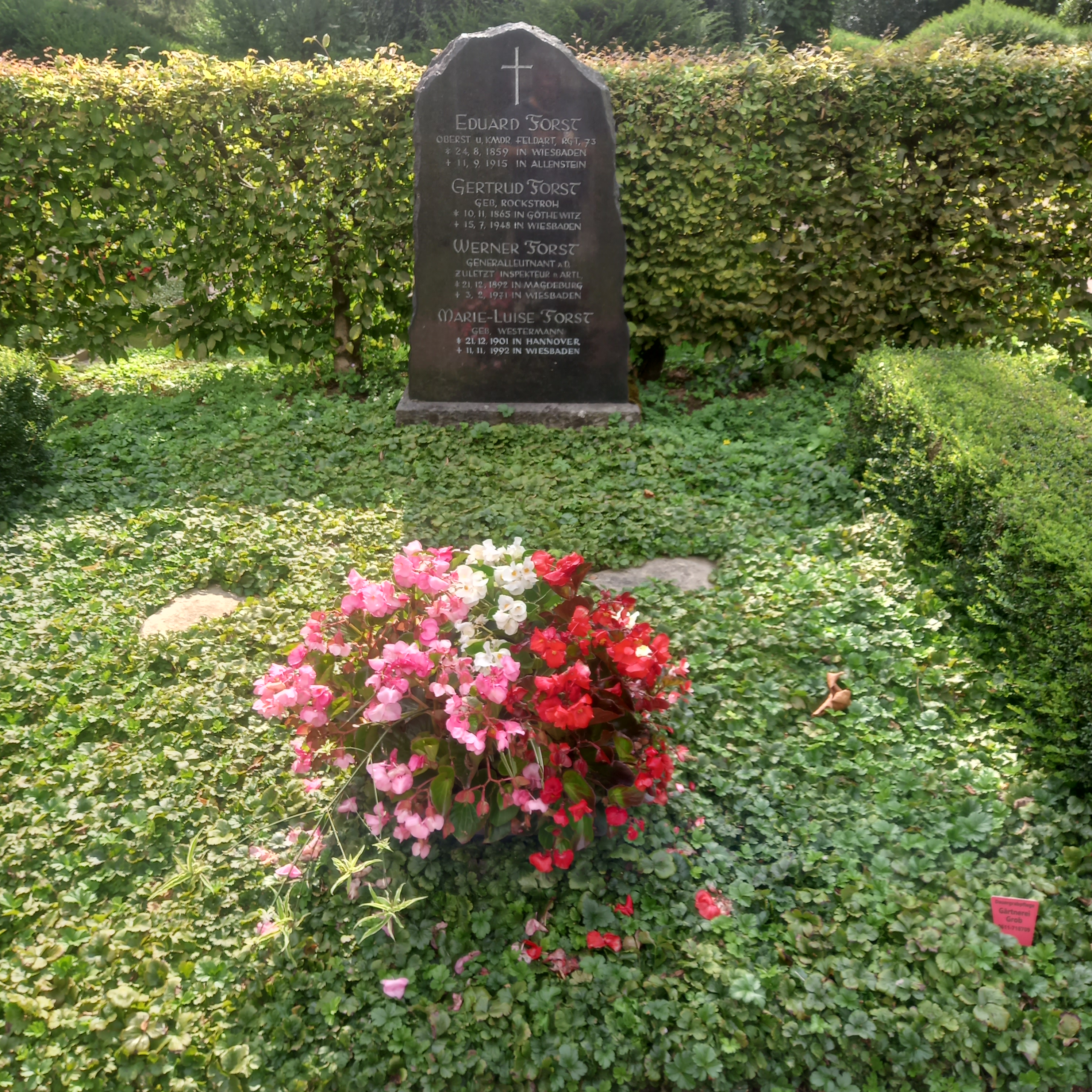
Das Grab von Werner Forst und seiner Ehefrau Marie-Luise geborene Westermann im Familiengrab auf dem Südfriedhof (Wiesbaden)

## Leben
Werner Forst trat als Fähnrich Anfang April 1911 in die Armee ein. Mitte August 1912 wurde er Leutnant beim Feldartillerie-Regiment Nr. 15 in Saarburg und diente als Offizier im Ersten Weltkrieg.
Nach dem Krieg wurde er in die Reichswehr übernommen und diente in verschiedenen Einheiten, u. a. ab Oktober 1936 als Kommandeur des Artillerie-Regiments 76. Anfang 1937 folgte in dieser Position seine Beförderung zum Oberstleutnant.
Zu Beginn des Zweiten Weltkrieges führte er noch bis November 1940 das Artillerie-Regiments 76 u. a. beim Überfall auf Polen. Anschließend in die Führerreserve versetzt, wurde er Anfang 1941 Artillerie-Kommandeur (Arko) 147. Als Kommandeur der 293. Infanterie-Division war er von Mitte Februar 1942 bis Mitte Januar 1943 eingesetzt. Vorher war er als Oberst, seit August 1939 in diesem Dienstgrad, bereits von Dezember 1941 bis Januar 1942 mit der Führung der Division in Vertretung für Generalleutnant Justin von Obernitz beauftragt worden. Die Division kämpfte unter seiner Führung an der Ostfront im Gebiet von Mzensk. Frost wurde erst im Februar 1942 zum Generalmajor und dann im Januar 1943 zum Generalleutnant befördert.
Anschließend war er bis 20. Februar 1944 Kommandeur der 106. Infanterie-Division. Mit der Division kämpfte er an der Ostfront. Er nahm an der Panzerschlacht von Kursk und der Kesselschlacht von Tscherkassy teil. Ab Mitte 1944 war er zum Inspekteur der Artillerie beim BdE ernannt worden. Diese Position hatte er bis Kriegsende inne.

## Auszeichnungen (Auswahl)
- Eisernes Kreuz (1914) II. und I. Klasse
- Verwundetenabzeichen (1918) in Silber
- Ritterkreuz des Königlichen Hausordens von Hohenzollern mit Schwertern
- Spange zum Eisernen Kreuz II. und I. Klasse
- Deutsches Kreuz in Gold am 14. März 1942
- Ritterkreuz des Eisernen Kreuzes mit Eichenlaub[6][7]
  - Ritterkreuz am 29. August 1943
  - Eichenlaub am 22. Februar 1944 (407. Verleihung)